# Raport Tindemansa
Raport Tindemansa - nazwa pochodzi od nazwiska premiera Belgii Leo Tindemansa opublikowany w grudniu 1975 roku. 
Raport proponował postęp w kierunku integracji europejskiej, zacieśnienie współpracy państw członkowskich w sferze polityki zagranicznej i spraw  zewnętrznych. Zawierał on m.in. propozycję bezpośrednich wyborów do Parlamentu Europejskiego. Mimo założeń, raport nie przyniósł żadnych widocznych rezultatów.